# Apatura iolides
Apatura iolides är en fjärilsart som beskrevs av Cabeau 1910. Apatura iolides ingår i släktet Apatura och familjen praktfjärilar. Inga underarter finns listade i Catalogue of Life.